# Samarium-149
Samarium-149 of 149Sm is een stabiele isotoop van samarium, een lanthanide. Het is een van de vijf stabiele isotopen van het element, naast samarium-144, samarium-150, samarium-152 en samarium-154. Daarnaast komen ook twee langlevende radio-isotopen voor, namelijk samarium-147 en samarium-148. De abundantie op Aarde bedraagt 13,82%. 
Samarium-149 ontstaat onder meer bij het radioactief verval van promethium-149 en europium-149.
{\displaystyle {\ce {{^{149}_{61}Pm}->{^{149}_{62}Sm}+{e^{-}}+{\bar {\nu }}_{e}}}}
{\displaystyle {\ce {{^{149}_{63}Eu}->{^{149}_{62}Sm}+{e^{+}}+{\nu }_{e}}}}
Men vermoedt dat de isotoop via alfaverval vervalt naar de stabiele isotoop neodymium-145. Samarium-149 heeft echter een halfwaardetijd die vele malen groter is dan de leeftijd van het universum en dus kan de isotoop de facto als stabiel beschouwd worden.
{\displaystyle {\ce {{^{149}_{62}Sm}->{^{145}_{60}Nd}+\,_{2}^{4}\alpha }}}
128Sm · 129Sm · 130Sm · 131Sm · 132Sm · 133Sm · 134Sm · 135Sm · 135mSm · 136Sm · 136mSm · 137Sm · 137mSm · 138Sm · 139Sm · 139mSm · 140Sm · 141Sm · 141mSm · 142Sm · 143Sm · 143m1Sm · 143m2Sm · 144Sm · 144mSm · 145Sm · 145mSm · 146Sm · 147Sm · 148Sm · 149Sm · 150Sm · 151Sm · 151mSm · 152Sm · 153Sm · 153mSm · 154Sm · 155Sm · 156Sm · 156mSm · 157Sm · 158Sm · 159Sm · 160Sm · 161Sm · 162Sm · 163Sm · 164Sm · 165Sm · 166Sm